# Where My Dogs At?
Where My Dogs At? je americký animovaný seriál televizní stanice MTV2 z roku 2006.

## Děj
V seriálu vystupují dvě hlavní postavy - bígl Buddy a buldok Woof. Společně putují ulicemi Hollywoodu a unikají odchytávači, který se je v každé epizodě snaží polapit. Buddy se pokaždé snaží za pomoci Woofa, s kterým se setká v psím útulku, dostat zpět ke svému pánovi do New Jersey. V každém díle také potkávají různé celebrity. V seriálu se tak objevili hvězdy jako Madonna, Arnold Schwarzenegger, Paris Hilton a Nicole Richie, Snoop Dogg, Britney Spears, Brad Pitt, Tom Cruise, Eminem, Christina Aguilera, Michael Jackson a mnoho dalších.

## Tvůrci
Animátoři a tvůrci seriálu Where My Dogs At? jsou tvůrci televizní stanice MTV2 Aaron Lee a Jeffrey Ross. Buddyho hlasem je Jeffrey Ross, hlasem buldoka Woofa je Tracy Morgan.
Seriál čelil negativnímu ohlasu ze strany americko – africké komunity poté, co se v jedné z epizod seriálu objevil americký zpěvák Snoop Dogg v obchodu s chovatelskými potřebami se dvěma Afroameričankami na vodítku.

## Díly
- Ugly Beagle Meets Pig Dog" (10. června 2006)
- Buddy and Woof Do the Movie Awards" (17. června 2006)
- Being with the Browns" (24. června 2006)

a další